# 贝雷德-瑞梅
贝雷德瑞梅（法語：Beyrède-Jumet）是法国上比利牛斯省的一个市镇，位于该省东部偏南，属于巴涅尔德比戈尔区。该市镇总面积15.9平方公里，2009年时的人口为219人。

## 人口
贝雷德瑞梅人口变化图示